# 11282 Hanakusa
11282 Hanakusa è un asteroide della fascia principale. Scoperto nel 1989, presenta un'orbita caratterizzata da un semiasse maggiore pari a 2,4166543 UA e da un'eccentricità di 0,2143285, inclinata di 3,57154° rispetto all'eclittica.